# Władimir Wołodin
Władimir Siergiejewicz Wołodin (ros. Влади́мир Серге́евич Воло́дин; ur. 26 czerwca?/8 lipca 1896, zm. 13 lutego 1958 w Moskwie) – radziecki aktor teatralny, filmowy i głosowy.
Uczył się w moskiewskiej szkole teatralnej I. Peltzera. Początkowo był aktorem w teatrach i operetkach, w 1929 został aktorem Moskiewskiego Akademickiego Teatru Operetkowego. W 1947 otrzymał tytuł Ludowego Artysty RFSRR. W 1951 otrzymał Nagrodę Państwową ZSRR.
Pochowany na Cmentarzu Nowodziewiczym w Moskwie.

## Wybrana filmografia

### Role filmowe
- 1936: Cyrk jako Ludwig Osipowicz, dyrektor cyrku

### Role głosowe
- 1950: Gdy na choinkach zapalają się ognie jako Bałwanek

## Nagrody i odznaczenia
- Zasłużony Artysta RFSRR
- Ludowy Artysta RFSRR